# Баскський пиріг
Баскський пиріг (фр. gâteau basque, баск. etxeko bixkotxa, «домашній пиріг») — традиційний десерт баскської кухні, більш характерний для французької частини Басконії. Пиріг зазвичай наповнений джемом або конфітюром з черешні, вишні та/або заварним кремом.

## Опис
Зазвичай баскський пиріг складається з пісочного тіста (в цьому випадку, різновиду pâte sablée, а не pâte brisée) з начинкою з джему з черешні, вишні, мигдального або ванільного крему.
Тип тіста може трохи відрізнятися. Якщо олію нагріти перед змішуванням з борошном, тісто називатиметься pâte sucrée. Якщо залишити холодним, процес замісу вимагатиме більше зусиль, і тісто називається pâte sablée (воно більш розсипчасте). Текстури трохи відрізняються, але в основному для досвідчених гурманів. Борошно, що використовується, це борошно з м'якої пшениці з невеликим вмістом мінералів (тобто рафіноване борошно, звичайне борошно для випічки/пирогів). Пропорція цукру, що використовується, також варіюється. Виходить м'яке пісочне тісто, наповнене мигдальним кремом чи франжипаном, яке перед випіканням змащують яйцем.
Тісто ділять навпіл і розкочують два коржі, один служить основою, іншим закривають начинку.
Традиційно зверху торта наносять баскський хрест, якщо він наповнений джемом, або використовують штрихування зверху, якщо він наповнений кремом.

## Історія

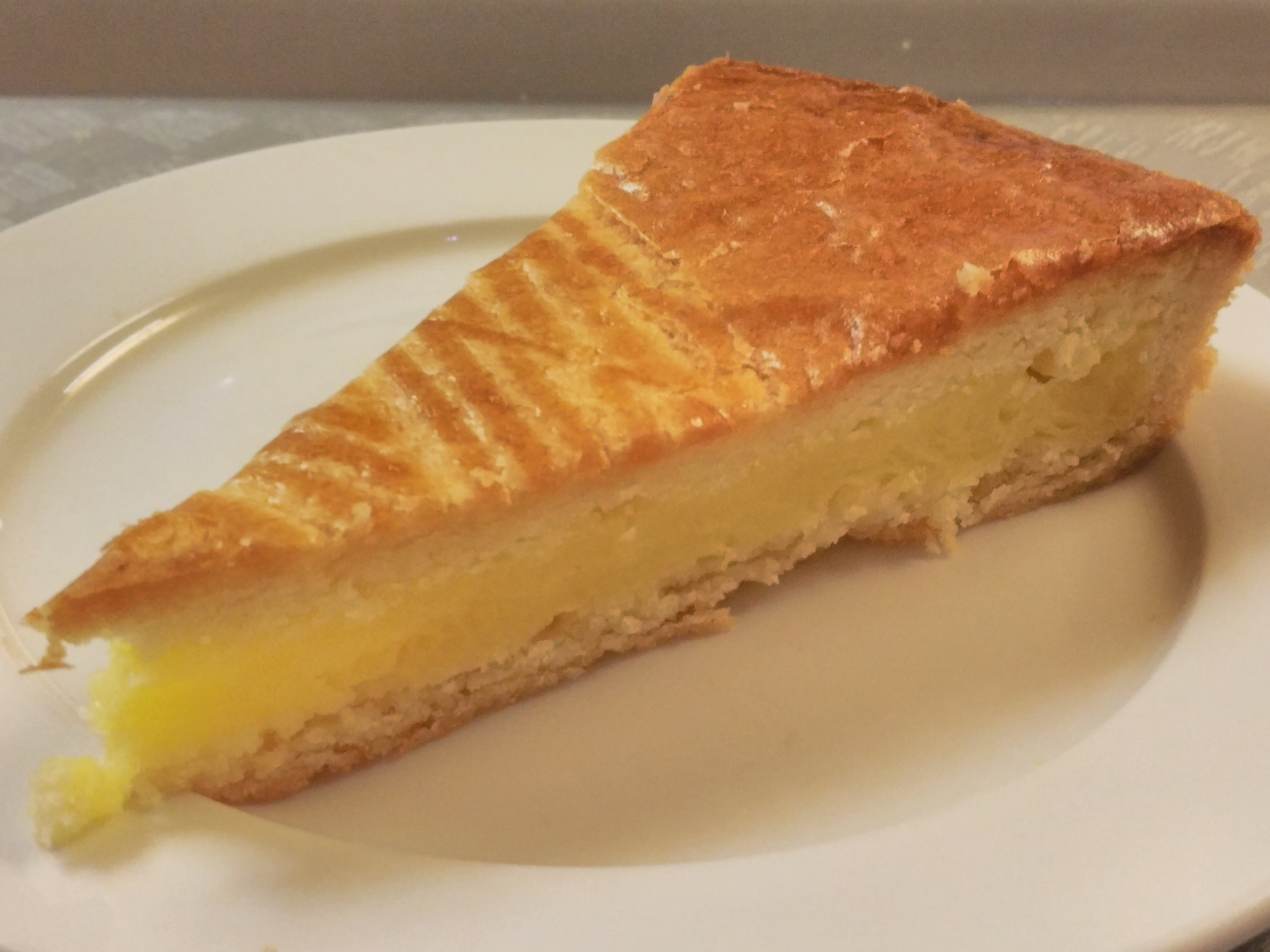
Баскський пиріг із заварним кремом

Витоки баскського пирога тісно пов'язані з містом Камбо ле Бен, земля Лабурдан. Вірогідно, у XVIII сторіччі його спочатку готували з хліба і називали bistochak. Рибалки брали його у море. Відомо, що у першій половині ХІХ століття місцевий кондитер Маріанна Хиригойен з Камбо продавала свої баскські пироги на ринку в Байонні.
Пізніші версії пирога були приправлені ромом, привезеним до Франції басками з Вест-Індії.
Фестиваль Fête du Gâteau Basque проводиться щороку в Камбо ле Бен.
Eguzkia («сонце» баскською), асоціація з просування баскського торта, була заснована у Франції в 1994 році.
У комуні Сар є музей Le musée du Gâteau Basque, присвячений пирогу.